# Mohammad Shahabuddin
Mohammad Shahabuddin Chuppu (em bengali:  মোহাম্মদ সাহাবুদ্দিন চুপ্পু; 10 de dezembro de 1949) é um jurista e político de Bangladesh. Foi um guerrilheiro da libertação em 1971. Em 13 de fevereiro de 2023 foi eleito Presidente de seu país, tendo tomado posse em 24 de abril de 2023. Foi indicado pela Liga Awami de Bangladesh como candidato às eleições presidenciais de 2023. Ele atuou em vários cargos, inclusive como juiz distrital e de sessões e comissário da Comissão Anticorrupção.

## Biografia
Chuppu nasceu em 10 de dezembro de 1949 na antiga Bengala Oriental, então sob Domínio do Paquistão. Seus pais eram Sharfuddin Ansari e Khairunnessa. Depois de passar pelo Baicharelado em Ciências, ele obteve pós-graduação em Psicologia na Universidade de Rajshahi em 1974, e depois Baicharel em Leis no Martyr Advocate Aminuddin Law College em 1975.
Chuppu foi um líder estudantil da Liga Awami durante o final dos anos 1960 e início dos anos 1970. Ele foi o organizador do distrito de Pabna do Shadhin Bangla Chatro Shongram Parishad. Ele participou da Guerra de Libertação como um lutador pela liberdade. Ele foi preso após o assassinato do Sheikh Mujibur Rahman em 1975 por três anos.
Em 1982, Chuppu ingressou como Munsef (juiz assistente) do Departamento Judiciário. Foi eleito para servir como Secretário Geral da Associação de Serviço Judicial em 1995 e 1996.
Chuppu foi nomeado pelo Ministério da Lei, Justiça e Assuntos Parlamentares para servir como coordenador no julgamento para processar os assassinos do Pai da Pátria Sheikh Mujibur Rahman. Shahabuddin serviu como Comissário Eleitoral no Conselho Nacional de 2022 da Liga Awami de Bangladesh.

### Presidência

#### Eleição
Shahabuddin foi indicado pelo partido Liga Awami como seu candidato a Presidente de Bangladesh. Em 12 de fevereiro de 2023, ele apresentou sua inscrição ao Comissário Eleitoral Chefe para as eleições presidenciais, o único candidato a fazer. Ao apresentar sua nomeação, ele declarou "Tudo é a vontade de Allah". Shahabuddin então teve um tête-à-tête com a primeira-ministra Sheikh Hasina em Ganabhaban. Em 13 de fevereiro de 2023, Shahabuddin foi oficialmente eleito o 22º presidente do país, pois não teve oposição. O resultado foi declarado pelo Comissário Eleitoral Chefe, Kazi Habibul Awal. Sua nomeação recebeu uma resposta especialmente alegre em sua terra natal, Pabna.

## Vida pessoal
Chuppu é casado com Rebeka Sultana, ex-secretária adjunta do Governo de Bangladesh, eles têm um filho.